# Tingena contextella
Tingena contextella är en fjärilsart som först beskrevs av Walker 1864a.  Tingena contextella ingår i släktet Tingena och familjen praktmalar. Inga underarter finns listade i Catalogue of Life.